# 聯邦快遞聖裘德錦標賽
北方信託菁英賽（The Northern Trust）是美國高爾夫PGA巡迴賽的季後賽賽事之一。自2017年開始，賽事改為現在的名稱。北方信託菁英賽在每年八月底舉辦，是PGA季后賽的第一項賽事。巴克萊高球賽開始於1967年，最早的名稱是Westchester Classic。

## 外部連結
- 官方网站
- Coverage on the PGA Tour's official site （页面存档备份，存于）

40°44′31″N 73°27′18″W / 40.742°N 73.455°W